# خان اوزکان

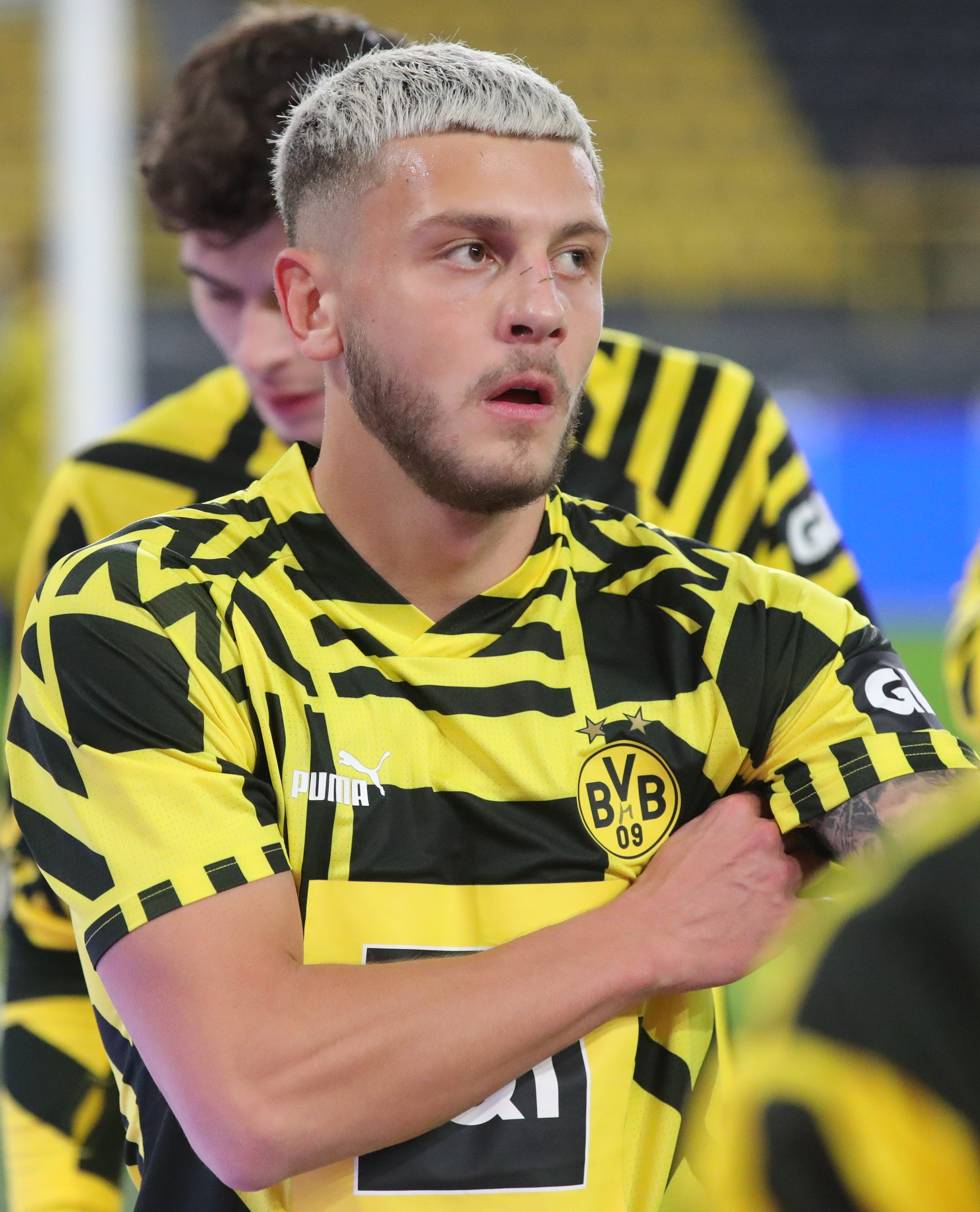
خان اوزکان در سال ۲۰۲۲

خان اوزکان (انگلیسی: Can Özkan؛ زادهٔ ۲ دسامبر ۱۹۹۹) بازیکن فوتبال اهل آلمان است.
از باشگاه‌هایی که در آن بازی کرده‌است می‌توان به باشگاه فوتبال آرمینیا بیله‌فلد اشاره کرد.